# Эпигоны (мифология)
Эпиго́ны (др.-греч. ἐπίγονοι, буквально — «потомки») в древнегреческой мифологии — сыновья героев, участвовавших в известном походе против Фив, предпринявшие через десять лет после неудачного похода их отцов новую войну.
Это были: Алкмеон, сын Амфиарая, Эгиалей, сын Адраста, Диомед, сын Тидея, Промах, сын Парфенопея, Сфенел, сын Капанея, Ферсандр, сын Полиника, и Евриал, сын Мекистея.
По указанию Дельфийского оракула главное командование досталось Алкмеону, который подступил к городу с большим войском аргивян; фиванцами командовал сын Этеокла Лаодамант. Когда он пал в битве (со стороны эпигонов был убит Эгиалей), фиванцы вернулись в город, но затем, по совету прорицателя Тиресия, оставили Фивы, послав к аргивянам гонца с предложением мира, и поселились в Гестиотиде в Фессалии. Узнав о бегстве фиванцев, аргивяне взяли город и разрушили его, причём часть добычи, а также дочь Тиресия, прорицательницу Манто отправили в Дельфы, сами же вернулись домой, успешно окончив предприятие. Ферсандр остался править Фивами, восстановив их.
Гомер приводит слова Сфенела о взятии Фив, но число семь им не упомянуто. Поэтическая разработка сказания о войне эпигонов была дана в киклической поэме «Эпигоны»; в Дельфийском храме стояли посвящённые аргивянами статуи эпигонов. Их поход описан в трагедии Эсхила «Эпигоны» (фр. 55 Радт), трагедии Софокла «Эпигоны» (фр. 185—190 Радт), трагедиях Астидаманта Младшего, неизвестного автора и Акция «Эпигоны».